# Saint-Marc-à-Loubaud
Saint-Marc-à-Loubaud é uma comuna francesa na região administrativa da Nova Aquitânia, no departamento de Creuse. Estende-se por uma área de 18,42 km². Em 2010 a comuna tinha 133 habitantes (densidade: 7,2 hab./km²).